# Abeona och Adeona
Abeona är en gudinna i romersk mytologi som skyddar barnen när de för första gången lämnar föräldrahemmet. I motsats till henne finns Adeona, gudinnan för återvändande till hemmets härd.